# New world (キズナアイの曲)
「new world」（ニュー ワールド）は、2018年11月2日に発売されたキズナアイのシングル。作詞・作曲はYunomiが担当している。

## 概要
キズナアイが9週連続でオリジナル楽曲をリリースする企画の第2曲目として初公開された。アップテンポなエレクトロニック・ミュージックの楽曲だが、楽器としてホイッスルが使われており、キズナアイによるライブパフォーマンスでは実際にホイッスルを吹く様子が披露される。また、会場ではホイッスルが物販として販売されており、ファンも一緒になってホイッスルを吹くのが特徴とされている。
様々な思索によって歌詞が創作された楽曲であり、Yunomiは歌詞に関するキズナアイからの質問に2000字の長文で返答している。キズナアイが作詞した「future base」のアンサーソングである。

## 楽曲
| #  | タイトル      | 作詞・作曲 | 編曲   | 時間 |
| -- | ------------- | ---------- | ------ | ---- |
| 1. | 「new world」 | Yunomi     | Yunomi | 3:56 |